# Cismon del Grappa
Cismon del Grappa (Cismón /ʧi'zmoŋ/ in veneto) è un municipio del comune italiano di Valbrenta, in provincia di Vicenza. Sorge sul versante sinistro del canale di Brenta, tra San Marino e Primolano.
Già comune autonomo (con frazioni Corlo, Fastro Bassanese e Primolano), il 30 gennaio 2019 si è fuso con Campolongo sul Brenta, San Nazario e Valstagna per costituire l'ente attuale.

## Origini del nome
Secondo Dante Olivieri il toponimo potrebbe essere un composto di cis "al di qua" e mons "monte". Lo stesso linguista, tuttavia, condivide i dubbi di Angelico Prati, il quale nota come in nessun documento antico compaiano forme avvicinabili a "monte" (Cismone, Cismono, aqua Sismoni) e che il prefisso cis- è molto raro nella toponomastica.
La specificazione "del Grappa" è stata aggiunta nel 1927.

## Storia
La prima citazione riguardante Cismon è del 1127, ma di certo rappresenta una delle più antiche località del canale del Brenta. Fu sin dai primi tempi territorio di confine tra Padova, Feltre, Trento e Vicenza.
I mutamenti politici che coinvolsero queste città nel medioevo si rifletterono anche su Cismon che, se inizialmente aveva giurato fedeltà al libero comune di Vicenza (sentenza dei capifamiglia del 28 aprile 1189), in seguito fu possedimento dei da Romano per passare poi, nel 1268, al Comune di Padova. In questi stessi anni la giurisdizione del villaggio si estese sul covolo di Butistone, importante fortezza di cui si hanno notizie sin dal 1004.
Con il tempo la comunità locale assunse una sempre maggiore identità amministrativa. Nel 1308 la villa di Cismon fu la prima del canale del Brenta a definire i propri confini, anche per meglio difenderli dalle armate che periodicamente attraversavano questa zona di transito.
Nel 1404 seguì le sorti di Padova ed entrò a far parte dei domini della Serenissima, venendo inquadrato nella podesteria di Bassano.

### Periodo Veneziano
Per tutto il periodo veneziano, il villaggio mantenne e consolidò i propri organi di autogoverno. A partire dal 1429, grazie a una concessione del monastero di Campese, i capifamiglia poterono anche eleggere da sé il proprio parroco, diritto che conservarono sino al 1957. All'inizio del Cinquecento i cismonesi si scontrarono direttamente con papa Giulio II che intendeva imporre un sacerdote diverso da quello da loro eletto.
Durante la guerra della Lega di Cambrai la località fu coinvolta negli scontri e gli stessi abitanti combatterono con le armate imperiali che scendevano la valle. Al termine del conflitto, il covolo di Butistone fu ceduto alla contea del Tirolo, divenendo un'enclave che separava Cismon da Primolano.
Con il trattato di Campoformido si ebbe la fine della Repubblica di Venezia. I suoi domini vennero inizialmente ceduti all'arciducato d'Austria, passando poi, nel 1805, al neoistituito Regno d'Italia, sotto il controllo di Napoleone. Durante questa dominazione, vennero istituiti gli odierni comuni: Cismon e Primolano, inizialmente separati, vennero accorpati e inquadrati all'interno del dipartimento del Bacchiglione.

### Periodo 1814-1866
A seguito della legge del 16 aprile 1839 con la quale il Regno Lombardo-Veneto decise alienare le terre dei comuni ci furono tumulti dei contadini contro le autorità. L'unico parroco che "difese esplicitamente gli obiettivi dei tumulti" fu quello di Cismon.

### Dall'Unità ad oggi
Della seconda guerra mondiale va ricordato il sabotaggio del Tombion: nella notte tra il 6 e il 7 giugno 1944 un gruppo di partigiani della brigata "Antonio Gramsci", comandata da Paride Brunetti, fecero esplodere l'esplosivo immagazzinato nel forte Tombion, facendo esplodere la galleria della ferrovia Bassano-Trento.

## Monumenti e luoghi d'interesse

### Chiesa di San Marco
Come citato nell'atto originale, i capifamiglia che nel 1189 decisero la dedizione di Cismon al Comune di Vicenza si riunirono ante ecclesiam Sancti Marci. È questa la prima citazione dell'attuale parrocchiale del paese che allora era dipendenza del monastero di Campese.

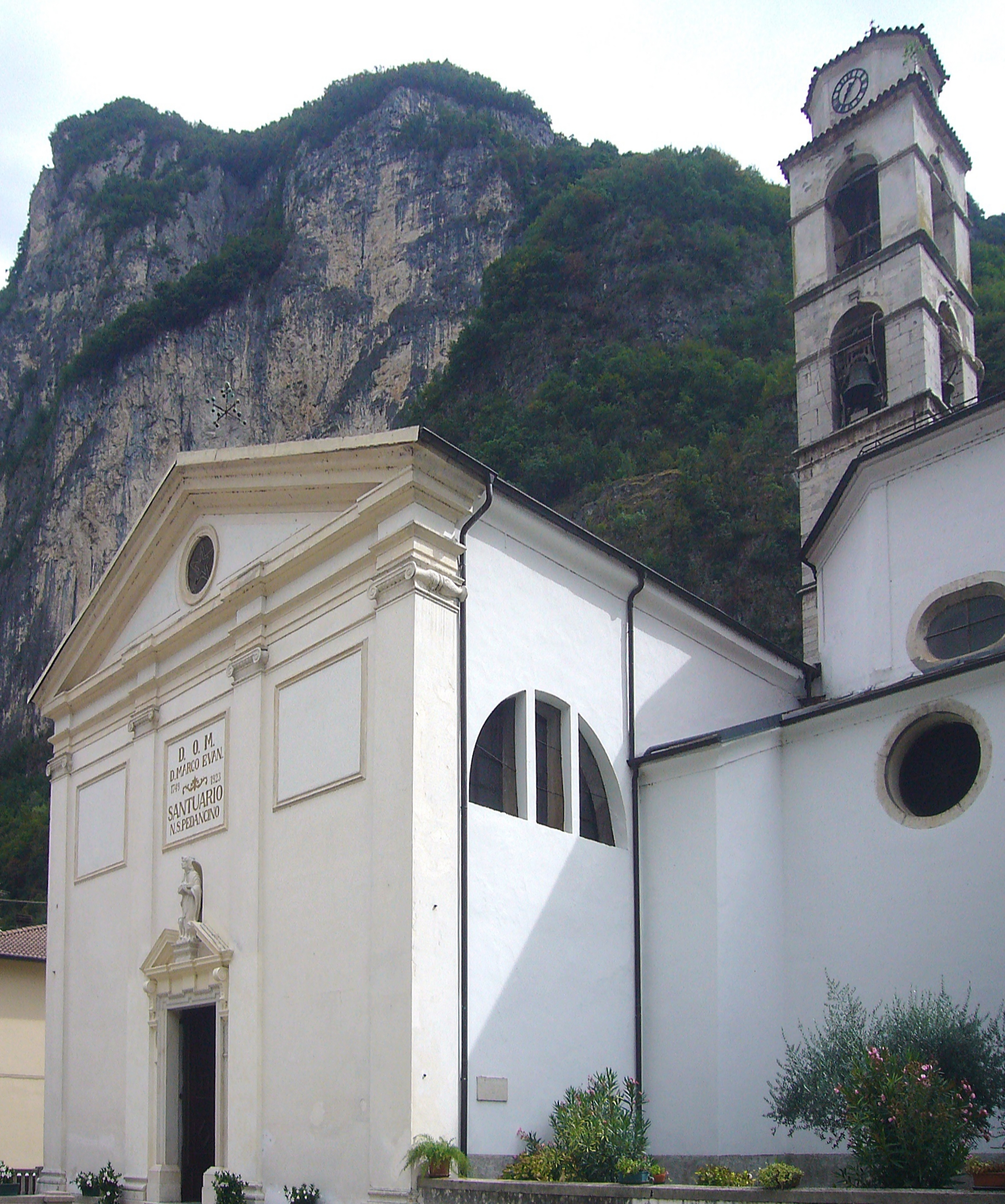
La chiesa parrocchiale di San Marco Evangelista

Tra il Quattro e il Cinquecento attraversò un periodo di decadenza, tant'è che la popolazione prese a frequentare la chiesa di Santa Maria del Pedancino. Addirittura, in una visita pastorale del 1571 si menziona la "parrocchiale di Santa Maria".
Completamente distrutta da un'alluvione nel 1748, venne ricostruita nel 1774. Danneggiata durante la grande guerra, fu subito restaurata.
La pala dell'altar maggiore è una tela di fine Cinquecento firmata da Gerolamo Bassano, figlio del più noto Jacopo (Madonna con Gesù in gloria tra san Marco e santa Giustina). Lo stesso altare è di grande pregio, realizzato con marmi policromi tra il 1700 e il 1724. Degna di nota, infine, la Madonna del Pedancino, una Vergine col Bambino lignea della fine del Quattrocento, legata ad avvenimenti mariani verificatisi, secondo la tradizione, nell'VIII secolo; era in origine esposta nell'omonimo santuario ma, in seguito all'alluvione del 1748, fu ritrovata trenta chilometri più a valle e collocata solennemente nella parrocchiale che, da allora, porta il titolo di santuario.

## Torrente Cismon
A Cismon sfocia sul fiume Brenta il torrente omonimo. Un vecchio detto del luogo afferma, dopo la frana del Monte Colmandro che avvenne il 9 dicembre 1825 con la conseguente drammatica inondazione del Brenta da Solagna fino a Fiesso d'Artico, che el Brenta non sarìa Brenta se el Cismon non ghe desse 'na penta ossia il Brenta non sarebbe il Brenta se il Cismon non gli desse una spinta, ovvero la portata dell'acqua del fiume Brenta, secondo tale detto popolare, diventerebbe significativa solo grazie al contributo del torrente.

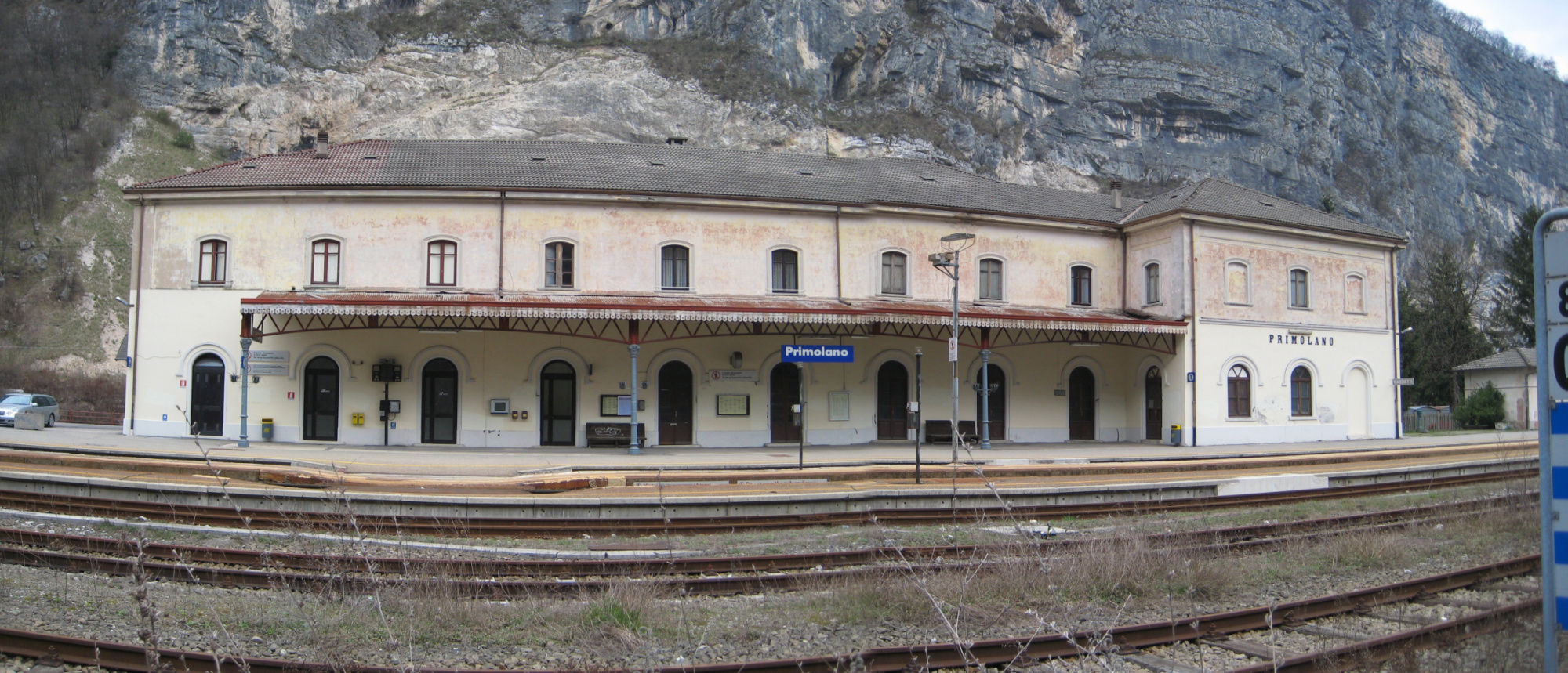
Stazione ferroviaria di Primolano

## Società

### Evoluzione demografica
Abitanti censiti

## Amministrazione
| Periodo        | Periodo         | Primo cittadino     | Partito                         | Carica  | Note   |
| -------------- | --------------- | ------------------- | ------------------------------- | ------- | ------ |
| 8 giugno 1985  | 24 aprile 1995  | Pierluigi Peruzzo   | DC                              | Sindaco | [ 13 ] |
| 24 aprile 1995 | 14 giugno 1999  | Pier Egidio Fiorese | lista civica di Centro-sinistra | Sindaco | [ 14 ] |
| 14 giugno 1999 | 8 giugno 2009   | Danilo Bavaresco    | lista civica di Centro-destra   | Sindaco | [ 15 ] |
| 8 giugno 2009  | 30 gennaio 2019 | Luca Ferazzoli      | lista civica di Centro-sinistra | Sindaco | [ 16 ] |

### Gemellaggi
- Giarre, dal 1969 - tra il 1917 e il 1919 un centinaio di profughi di Cismon, occupata dagli Imperi Centrali dopo la disfatta di Caporetto, furono accolti a Giarre, in provincia di Catania, portando con sé la statua della Madonna Immacolata.